# Euphoria mystica
Euphoria mystica är en skalbaggsart som beskrevs av Thomson 1878. Euphoria mystica ingår i släktet Euphoria och familjen Cetoniidae. Inga underarter finns listade i Catalogue of Life.